# I Need U (canción)
«I Need U» es una canción grabada por el grupo surcoreano BTS para su tercer EP The Most Beautiful Moment in Life, Part 1. La versión oficial en coreano fue publicada el 29 de abril de 2015 por Big Hit en Corea del Sur, mientras que la versión en japonés fue lanzada el 8 de diciembre de 2015 por el sello Pony Canyon.

## Composición
La versión original de la canción está en la clave de F menor y tiene 158 beats por minuto.
La canción incluye influencias de Trap y Hardcore Hip-Hop

## Vídeo musical
El tráiler para la versión en coreano de la canción fue publicado en YouTube por Big Hit el 23 de abril de 2015 mientras que el vídeo musical completo fue lanzado el 29 del mismo mes.
El vídeo, en el que los miembros de BTS representan a jóvenes problemáticos, había sido editado para reducir la restricción de edad en Corea del Sur de 19+ a 15+. Tras su publicación, «I Need U» alcanzó 1 millón de vistas en 16 horas, un récord para cualquier vídeo de BTS en ese momento. El 10 de mayo se lanzó la versión original 19+; incluyó escenas extendidas con temas más oscuros e imágenes más gráficas.
Ambas versiones del vídeo musical fueron producidas y dirigidas por Lumpens. El 20 de noviembre de 2017, el vídeo superó las 100 millones de vistas en Youtube y se convirtió en el décimo vídeo de BTS en conseguirlo.
El tráiler para la versión en japonés fue publicado el 21 de noviembre de 2015 y el vídeo musical completo el 1 de diciembre. Fue dirigido por Ko Yoojung de Lumpens.

## Promoción

### Corea
El 29 de abril de 2015, BTS realizó una transmisión en vivo para sucomeback en la app V LIVE, de Naver, antes de la publicación del vídeo musical de «I Need U». Esta fue la primera vez que un grupo colaboró con Naver para realizar promociones. El 30 de abril, el grupo se presentó en el programa M Countdown de Mnet. Dos canciones del álbum, «Boyz with Fun» y «Converse High», fueron consideradas inapropiadas para su transmisión en KBS debido a que las letras contienen malas palabras y nombres de marcas como Converse, Chanel, y Alexander McQueen. El último tema también fue clasificado como no apto en MBC. Sin embargo, el grupo promovió con éxito en varios canales y programas, incluyendo en KBS, MBC, SBS, y Arirang TV. BTS terminó las promociones de «I Need U» el 31 de mayo con una presentación en Inkigayo.

### Japón
Para conmemorar el lanzamiento del sencillo en japonés y generar más interés, se anunció el 18 de noviembre de 2015 la creación de una tienda especial en colaboración con Shibuya Marui. El local fue abierto desde el 28 de noviembre hasta el 20 de diciembre; se vendieron ediciones limitadas de mercancía de BTS con el tema de «I Need U». Para 2016 se anunciaron tres eventos para conocer a los miembros del grupo. Estos se llevaron a cabo en Osaka (30 de enero), Tokio (31 de enero), y Sapporo (7 de febrero).

## Desempeño comercial
Inmediatamente después del lanzamiento, el término «I Need U» se convirtió en la principal búsqueda en portales coreanos y se posicionó en el número 1 en varias listas musicales, incluyendo Soribada, Genie, y Daum Music. La canción también entrar en el top 10 de Melon, Bugs, y las lista de música de Naver Music. Debitó en la posición 5 tanto en la Gaon Weekly Digital Chart como en la Gaon Download Chart con 93 790 unidades digitales vendidas en la primera semana. El sencillo acumuló más de 850 000 descargas digitales.
El 5 de mayo de 2015, «I Need U» ganó el primer puesto en el programa de música surcoreano The Show de SBS MTV, marcando la primera victoria de BTS en este tipo de programas desde su debut. El grupo también ganó nuevamente en The Show, en Show Champion, en M Countdown, y en Music Bank, por lo que acumuló un total de 5 premios.
Asimismo, «I Need U» entró en el número 4 de la lista Billboard World Digital Songs, por lo que fue la única de 6 canciones del EP The Most Beautiful Moment in Life, Part 1 que alcanzó la posición más alta.

## Interpretaciones en directo
Además de las promociones en varios programas de música, «I Need U» fue interpretada en vivo en grandes conciertos de K-pop y en festivales de Corea del Sur, incluyendo el Dream Concert 2015, 열린음악회 (Open Concert) de KBS1, Asia Song Festival en Busan, y el Super concierto de Seúl en el Sky Dome. Una versión remix especial de la canción fue presentada por primera y única vez en los Melon Music Awards 2015 el 7 de noviembre.
El tema también fue interpretado en eventos en el extranjero como el décimo séptimo Festival de la canción de Corea y China en Beijing, y el 2015 Kpop Concert Live In Yangon Myanmar que se llevó a cabo por el 40 aniversario de las relaciones diplomáticas entre Birmania y Corea.

## Ediciones
La versión en coreano de la canción no fue lanzada como un álbum sencillo. Los remixes oficiales de la pista fueron publicados en mayo de 2016 en el álbum recopilatorio The Most Beautiful Moment in Life: Young Forever.
La versión en japonés del tema fue publicada como un álbum sencillo junto con versiones en japonés de otras dos canciones del EP. Se sacaron a la venta 4 ediciones:
- Edición limitada [CD + DVD] PCCA-04298: Incluye un DVD del detrás de escenas de la sesión de fotos para el sencillo.[34]
- Edición Regular [Solo CD] PCCA-04300: Incluye 1 de 8 fotos coleccionables.[35]
- Loppi·HMV Edición limitada [CD + DVD] BRCA-00071: Incluye un DVD del detrás de escenas de la sesión de fotos para el sencillo y una galería de fotos exclusiva.[36]
- Pony Canyon Edición BTS SHOP [Solo CD] SCCA-00032: Incluye 1 de 8 fotos especiales de producción limitada con un mensaje de Navidad.[37]

## Lista de canciones
- Edición coreana (Original)

| N.º | Título     | Letras                                             | Música | Duración |  |
| 1.  | «I Need U» | Pdogg, "Hitman" Bang, RM, Suga, J-Hope, Brother Su | Pdogg  | 3:31     |  |

- Edición coreana (Álbum recopilatorio)

| N.º | Título                 | Letras                               | Música                | Duración |  |
| 1.  | «I Need U» (Urban Mix) | Pdogg, "Hitman" Bang, RM, Brother Su | 보라돌이, Slow Rabbit | 3:35     |  |
| 2.  | «I Need U» (Remix)     | Pdogg, "Hitman" Bang, RM, Brother Su | SHAUN                 | 3:42     |  |

- Edición japonesa[38]

| N.º | Título                                    | Letras                                              | Música | Duración |  |
| 1.  | «I Need You» (Versión en japonés)         | Pdogg, "Hitman" Bang, RM, Suga, J-Hope, Brother Su  | Pdogg  | 3:32     |  |
| 2.  | «Dope (-超ヤベー!-)» (Versión en japonés) | Pdogg, Ear Attaack, "Hitman" Bang, RM, SUGA, J-hope | Pdogg  | 4:01     |  |

| Canción adicional. Versión regular |                                                       |                                                     |               |          |  |
| N.º                                | Título                                                | Escritor(es)                                        | Productor(es) | Duración |  |
| 3.                                 | «Boyz with Fun (フンタン少年団)» (Versión en japonés) | SUGA, Pdogg, Hitman Bang, RM, J-hope, Jin, Jimin, V | SUGA, Pdogg   | 4:05     |  |
| 11:39                              |                                                       |                                                     |               |          |  |

## Posicionamiento en listas

### Semanales
| Lista (2015)                              | Mejor posición |
| ----------------------------------------- | -------------- |
| Corea del Sur (Gaon)                      | 5              |
| Estados Unidos (World Digital Song Sales) | 4              |
| Japón (Japan Hot 100)                     | 2              |

| Lista (2015)                          | Mejor posición |
| ------------------------------------- | -------------- |
| Japón (Japan Hot 100)                 | 4              |
| Japón (Oricon Daily CD Single Chart)  | 1              |
| Japón (Oricon Weekly CD Single Chart) | 3              |
| Japón (Oricon Yearly CD Single Chart) | 67             |

## Certificaciones y ventas
| Japón (RIAJ) | Plata | 30 000 000 |

## Premios y reconocimientos
| Año  | Premios            | Categoría                   | Resultado | Ref           |
| ---- | ------------------ | --------------------------- | --------- | ------------- |
| 2015 | Melon Music Awards | Mejor coreografía masculina | Ganador   | [ 47 ] [ 48 ] |

| Canción    | Programa      | Fecha              |
| ---------- | ------------- | ------------------ |
| «I Need U» | The Show      | 5 de mayo de 2015  |
| «I Need U» | M Countdown   | 7 de mayo de 2015  |
| «I Need U» | Music Bank    | 8 de mayo de 2015  |
| «I Need U» | The Show      | 12 de mayo de 2015 |
| «I Need U» | Show Champion | 13 de mayo de 2015 |

| Publicación | Lista                                             | Posición | Ref.   |
| ----------- | ------------------------------------------------- | -------- | ------ |
| Idolator    | Las 25 mejores canciones de K-pop de 2015         | 15       | [ 55 ] |
| Metro       | Los mejores vídeos de K-pop con clasificación 19+ |          | [ 56 ] |

## Historial de lanzamiento
| País   | Fecha               | Formato              | Versión    | Sello                |
| ------ | ------------------- | -------------------- | ---------- | -------------------- |
| Varios | 29 de abril de 2015 | Descarga digital     | Original   | Big Hit              |
| Japón  | 15 de marzo de 2016 | CD, descarga digital | En japonés | Big Hit, Pony Canyon |
| Varios | 2 de mayo de 2016   | Descarga digital     | Urban Mix  | Big Hit              |